# Lucile Watson
Lucile Watson (Quebec, 27 de maio de 1879 – Nova Iorque, 24 de junho de 1962) foi uma actriz Canadiana.

## Biografia
Watson iniciou a sua carreira no palco estreando na Broadway nos Corações jogo Aflame em 1902. Seu próximo jogo era a garota de olhos verdes, a primeira de várias histórias Clyde Fitch. No final de 1903, Lucile apareceu em Fitch "contente com isso".
Este filme caracterizou vários artistas jovens, incluindo Lucile que iria passar a Broadway maior ou proeminência de imagens em movimento; Warwick Robert, John Barrymore, Thomas Meighan e Mitchell Grant para dizer o mínimo. Para o resto da década, ela apareceu em diversas histórias mais Fitch para a década de 1910 como Fitch morreria em 1909. Em algum momento na década de 1910.
Foi brevemente casada com a estrela do cinema mudo Fellowes Rockliffe. Watson em sua juventude tinha uma beleza ordenada, mas com uma expressão severa no rosto. Fotos tiradas durante os anos da Broadway mostrar um olhar que o público de cinema que se acostumaram. Não se sabe se ela cultivava esse olhar para os filmes, ou que ela queria afastar muito a atenção masculina para sua beleza sutil. O primeiro papel de Watson em um filme foi em 1916 no filme mudo The Girl with Green Eyes, uma versão cinematográfica da peça que Fitch Clyde tinha realizado em na Broadway em 1902. Ela não aparece em outro filme até 1930, quando teve um papel sem créditos no The Royal Family of Broadway'. Seu casamento com Fellows não gerou filhos.
Watson foi principalmente uma atriz de teatro, estrelando peças como Captain Jinks of the Horse Marines, Heartbreak House, Ghosts, The Importance of Being Earnest and Pride and Prejudice. Seu segundo marido foi o dramaturgo Louis E. Shipman com quem se casou em 1928. Ela ficou viúva em 1933.
Lucile atingiu o auge de sua carreira adulta atuando em Watch on the Rhine na Broadway em 1941., estrelado por Paul Lukas. Dois anos depois, em Hollywood, ela e Lukas reprisaram seus papeis na adaptação para o cinema. Em talvez o seu melhor papel no cinema conhecido, o desempenho Lucile Watson como "Sra. Fanny Farrelly" também foi reconhecido com uma nomeação para o Oscar de Melhor Atriz Coadjuvante, mas perdeu para a atriz grega Katina Paxinou por sua atuação como Pilar em Por Quem os Sinos Dobram.
Watson morreu em 1962, depois de sofrer um ataque cardíaco aos 83 anos. Ela está enterrada no Mount Hope Cemetery, em Hastings-on-Hudson, Nova York.